# クロハナムグリ
クロハナムグリ Glycyphana fulvistemma はコガネムシ科の昆虫の1つ。ハナムグリの仲間であるが背中はつや消しの黒に白い斑紋がある。

## 特徴
体長12.7-15.2mmの甲虫。これはハナムグリ類としては小柄な方である。体はやや平らで、全体に黒い。腹面はつやのある黒で、前胸背と前翅は黒い被覆物に覆われ、艶のない黒である。前胸背にはその側面の縁沿いを中心に黄白色の斑紋が散らばり、前翅はその中央付近に大きな黄白色の帯状の斑紋がある。頭部は横に長く、前の縁は中央でくぼんでいる。前胸背の後ろの縁は直線的になっている。前肢の勁節外側には2個の歯状の突起があるが、オスではその2番目が弱いか痕跡的となっている。

## 生態など
平地から中山帯にかけてを生息域としており、成虫は5-8月に出現し、主に花に集まる。集まる花としてはヒメジョオン、ガマズミ、ネズミモチ、イボタノキ、クリ、コデマリなどがあげられる。花の上では普通に見られるものである。餌とするのは蜜と花粉であり、蜜腺が花被に隠れた型の花では花粉のみを食べる。稀にはクヌギなどの樹液に集まる。朽ち木の中、樹皮の下、土の中などで成虫越冬する。幼虫は乾燥を好み、直射日光の当たる倒木などで発見される。
訪花植物については飯嶋、竹内(2007)が8科23種+αを示している。これはコアオハナムグリで知られている種数、38科116種に較べるとかなり少ない。花色では白系が68％、黄色が27％、この2色を合わせると9割以上となり、本種は白や黄色など、明るい色の花に集まると言える。この傾向はコアオハナムグリでも知られている。樹液を吸うことは記録はあるものの、豊富に樹液を出す樹木がある地域でもほとんどの個体が花に集まっており、本種においては樹液は餌としては重要でないと見られる。
生活史に関しては、飼育実験に基づく推定によると年1化性であり、通常の寿命は1年である。産卵期は5月から7月上旬にかけてであり、幼虫が観察されたのは6月上旬から9月上旬まで。幼虫の終齢は3齢であった。3齢幼虫は成熟すると体色が黄白色になり、腐植土中で自分の周囲を押し拡げ、自分の糞でその壁をかためて楕円形の蛹室を作る。正確な羽化のタイミングは確認できていないが、蛹室に幼虫が閉じこもってから成虫が出てくるまでの期間は1ヶ月程度である。羽化した成虫は9月半ばに地上に出て来て摂食活動を始め、しかし繁殖活動はしないまま11月下旬までに地中に姿を隠した。ただし野外観察では成虫の観察は4月から8月に限られており、本来は朽ち木の中で羽化した新成虫は外に出ることなく越冬するものと思われる。越冬した成虫は4月下旬以降に出て来て摂食活動と共に繁殖活動も始める。飼育実験に用いられた野外から採集された個体は繁殖活動の後に地中に潜り越冬し、次の年に出て来て再度繁殖活動を行い、その後に8月上旬までに死亡した。野外においても体表が摩耗し、歩脚に傷があるなど長期生存していると思われる個体が発見されることがあり、野外においても一部の成虫は2度目の越冬と繁殖活動を行うことがあると推察される。

## 分布
日本では北海道、本州、四国、九州と付随する島嶼、五島列島、屋久島、石垣島、西表島から知られ、国外では台湾、朝鮮半島、中国、ロシア南東部、モンゴル、インドシナ半島に分布する。
タイプ産地はアムールで、若干の地理変異があり、台湾産のものは背面の黄白色斑がよく発達する傾向があり、また八重山産にもその傾向は見られると言うが、特に亜種などの区別はされていない。

## 近縁種など
本種の属するクロハナムグリ属は前胸背の後縁が小楯板の前でくぼまないのが特徴で、旧北区東方地域から東南アジア、南アジア、オセアニアにかけて約100種が知られる大きな群であるが、日本からは本種以外には次の種だけが知られる。外見的にはさほど似ていない。
- ホソコハナムグリ G. gracilis

背面は全体につや消しの緑、体長10-12mm程度のもので、日本産のハナムグリ亜科ではもっとも小型のものである。本州西部から九州、屋久島にかけて知られ、国外では台湾に知られる。
他にもハナムグリ類の種は数多いが、本種の場合、背面のつや消しの黒と前翅の大きな斑紋が特徴的で、他に紛れるような種はない。ただし他種によくあるような明るい色ではないし金属光沢もない黒のつや消しであり、かなり地味な印象の虫である。

## 利害
柑橘類やバラ類に対する農業害虫とされる。本種自身は花を訪れて花粉を食い吸蜜をするもので、直接に作物を食害するわけではないが、柑橘類の場合にはその際に頭部や歩脚の爪、棘などによって子房を傷つけ、結果的に果実の表面に傷を作ることで商品価値を低下させる。バラの場合には花弁を傷つけることで商品価値を大きく減じさせる。ただし同様の被害を与えるコアオハナムグリに較べると個体数が少ないことからその害は少なく、さほどの注目を受けてはいない。